# Hans Wunschel
Hans Rudolf Wunschel (* 1. Juli 1911; † nach 1962) war ein deutscher Tontechniker beim Film.

## Leben und Wirken
Hans Rudolf Wunschel begann nach seiner Berufsausbildung seine Karriere bei Münchens Filmproduktionsfirma Bavaria. 1939 kümmerte er sich erstmals alleinverantwortlich um den Filmton, bei dem Bavaria-Drama Der ewige Quell. Es folgten bis kurz vor Kriegsende 1945 zahlreiche weitere Bavaria-Produktionen, darunter auch der antibritische Propagandastreifen Carl Peters mit Hans Albers und zuletzt mehrere Inszenierungen von Theo Lingen. Seine Nachkriegstätigkeit nahm Hans Wunschel 1946 in Hamburg bei Helmut Käutners Zeitbild In jenen Tagen wieder auf. 
Anschließend kehrte Wunschel nach München zurück, wo er anfänglich sowohl für Harald Brauns NDF und altgediente Produktionsprofis wie Günther Stapenhorst und Georg Witt arbeitete als auch für kleinere Gesellschaften, die sich auf kostengünstige Heimatfilme spezialisierten. Mehrfach sorgte er sich um den guten Ton bei den frühen Nachkriegsinszenierungen Kurt Hoffmanns. 1958 beendete Hans Wunschel seine Arbeit für das Kino weitgehend und wirkte in den kommenden Jahren fast ausschließlich für das Fernsehen, wo er sich um den Ton von Produktionen kümmerte, die in den Bavaria Ateliers entstanden. Nach 1963 verliert sich Wunschels Spur.

## Filmografie
- 1939: Der ewige Quell
- 1940: Das sündige Dorf
- 1940: Herz geht vor Anker
- 1941: Carl Peters
- 1941: Der scheinheilige Florian
- 1941: Geheimakte WB 1
- 1942: Der dunkle Tag
- 1942: Geliebte Welt
- 1943: Tonelli
- 1943: Der unendliche Weg
- 1943: Das Lied der Nachtigall
- 1943/47: Spuk im Schloß
- 1944: Ein Mann wie Maximilian
- 1944/49: Philine
- 1944/49: Liebesheirat
- 1947: In jenen Tagen
- 1948: Lang ist der Weg
- 1948: Das verlorene Gesicht
- 1949: Heimliches Rendezvous
- 1949: Verspieltes Leben
- 1950: Alles für die Firma
- 1950: Vom Teufel gejagt
- 1950: Eine Frau mit Herz
- 1951: 3 “Kavaliere”
- 1951: Wildwest in Oberbayern
- 1951: Fanfaren der Liebe
- 1952: Haus des Lebens
- 1952: Ich heiße Niki
- 1952: Der Weibertausch
- 1953: Musik bei Nacht
- 1953: Solange Du da bist
- 1954: Der letzte Sommer
- 1954: Ewiger Walzer
- 1955: Griff nach den Sternen
- 1955: Der letzte Mann
- 1955: Regine
- 1956: Wo der Wildbach rauscht
- 1956: Herrscher ohne Krone
- 1957: Monpti
- 1957: Skandal in Ischl
- 1957: Eva küßt nur Direktoren
- 1959: Tales of the Vikings (TV-Serie)
- 1961: Familienpapiere (Fernsehfilm)
- 1961: Jack Mortimer (Fernsehfilm)
- 1962: Dicke Luft
- 1962: Die Post geht ab
- 1963: Der Geisterzug (Fernsehfilm)
- 1963: Das tödliche Patent (Fernsehfilm)